# Macquarie Harbour
Porto de Macquarie , é um porto grande e de pouca profundidade, localizado na Costa Oeste da região da Tasmânia, Austrália. A entrada é navegável por embarcações de pequeno calado. O canal principal é mantido livre com a presença de uma parede de rocha por fora dos canais curvos. Esta construção da parede impede a erosão e mantém o canal profundo e estreito o suficiente, em vez de permitir que o canal se torne grande e raso demais.
O porto é nomeado em homenagem ao escocês Major-General Lachlan Macquarie, o quinto Colonial Governador de Nova Gales do Sul.
No porto foi estabelecida entre 1822 e 1833 uma prisão que era um lugar de "extrema tortura física e mental" . Ele foi construído para os condenados Britânicos, mas muitos patriotas Irlandeses e Aborígenes da Tasmânia também foram detidos lá.